# Der Navigator (1987)
In dem neuseeländisch-australischen Fantasyfilm Der Navigator (auch: Der Navigator – Eine Odyssee durch die Zeit, The Navigator – A Medieval Odyssey) von Vincent Ward aus dem Jahre 1987 gerät ein Tunnel durch die Weltkugel von der mittelalterlichen Pilgerfahrt zur Zeitreise. Weiter erzählt der Film von der Pest.
Neben den Arbeiten von Regisseur Geoff Murphy und von Roger Donaldson handelt es sich um einen der bedeutenden Filme in der Entwicklung des neuseeländischen Kinos seit Inkrafttreten des New Zealand Film Commission Act 1978 in Neuseeland, wo vor allem eine Tradition des Dokumentarfilms vorherrschte.
Die Hauptrollen spielen der junge Hamish McFarlane und Bruce Lyons. Der Film geht stark von einer „Was wäre, wenn“-Anordnung im Sinn eines Gedankenexperiments aus. Der Navigator ist zum Teil schwarzweiß, das Mittelalter bildet eine erzählerische Klammer um den Mittelteil. Davon abgesehen herrscht fast den ganzen Film über Nacht.

## Handlung
Cumberland, England, März 1348, dunkelstes Mittelalter. Der Navigator, ein seherisch begabter neunjähriger Junge namens Griffin, wird in einem verschneiten Bergwerksdorf zur Zeit des Schwarzen Todes von Visionen geplagt. Er sieht: eine brennende Fackel im Flug, den Mond, den Himmel, eine Leiter; „eine Kathedrale, Menschen, die in der Erde graben“, einen fallenden Handschuh, eine abstürzende Gestalt, ein Gesicht im Gegenwind, Wasser, einen See, auf dem ein Sarg schwimmt, ein kupfernes Kreuz.
Sein geliebter großer Bruder, Connor, der Wanderer des Dorfes, kommt endlich zurück. Connor hat viel zu viel Tod und Pest gesehen. Flüchtlinge auf Booten müssen weggestoßen werden. Sie hoffen, das Dorf zu erlösen, wenn sie den Visionen des Jungen folgen und sich auf eine Wallfahrt auf die andere Seite der Erde begeben. Bis zum nächsten Vollmond, der den Tod bringen würde, müssen sie auf der „höchsten Kirchturmspitze der Christenheit“ (in Wirklichkeit die St. Patrick’s Cathedral in der Wyndham St., Auckland) ein Kreuz aufgestellt haben. Bereitwillig folgen die Einwohner des Dorfes zu einem schwarzen Abgrund, wo sie im Schlamm mit hölzernen Gerätschaften mit dem Aushub beginnen. Fünf Männer werden ihn begleiten: Connor, Searle, der Pragmatiker, Searles dicker und gutherziger Bruder Ulf, der Philosoph Martin und der einarmige Fährmann Arno. In dem engen, feuchten Tunnel wundern sich die Minenarbeiter bald, wie weit es doch ist. Die Leute sind verzweifelt, Ulf hat Angst.
Schließlich brechen sie durch zum nächtlichen Auckland der Gegenwart. In Lumpen gekleidet erkennen sie das Lichtermeer als „Gottes Stadt“, zudem „war alles Böse ja bei uns drüben“. Die erste Hürde stellt eine Autobahn dar, an der sich dramatische Szenen abspielen. Ulf wird von einem LKW angegriffen. Sie sind gezwungen, ihn auf der gegenüberliegenden Seite zurückzulassen. Connor stößt seinen kleinen Bruder weg: „Bleib weg von mir“ und macht sich auf den Weg zur Kirche.
Die anderen begegnen drei Arbeitern einer Gießerei, so fügt sich alles in die Weissagung der Queste. Ihr Kupfererz haben sie dabei, trotz der kumbrischen Aussprache schaffen sie es, die beiden zu bewegen, ihnen ein Kreuz zu gießen. Das moderne Dosenbier mundet ihnen nicht.
Um zu dem Kirchengebäude zu gelangen, müssen sie mit einem gestohlenen Schimmel in einem Ruderboot über ein Hafenbecken übersetzen. Ihnen begegnet ein Atom-U-Boot, in dem Griffin den vor Wut prustenden „Queenfish“ erkennt. Das Pferd bleibt stocksteif, anderweitig bricht Panik aus. Griffin tätigt eine weitere Prophezeiung, er sieht einen Tod voraus. Griffin erkennt Connor darin wegen dessen Handschuh.
Weitere wahnhafte Begegnungen mit Monstern der Neuzeit folgen, so mit einem Sortiergreifer auf dem Schrottplatz, einer quietschenden Schrottschere, Schwertransportern und eine mit einem Exemplar der Gattung D-Zug, welcher einen der ihren mit sich nimmt. Im Fernsehen im Schaufenster kündet ein Politiker dem Navigator vom atomwaffenfreien Neuseeland und ein Werbespot, in dem der Sensenmann einen Cameo-Auftritt absolviert, von der Pandemie AIDS.
Sie finden das Gebäude nicht. Connor hat den Turmhelm der Kirche mit einer Leiter erreicht und will das Kreuz errichten. Der Junge verliert seine Gabe und lässt sich die Augen verbinden, um wieder „zu sehen“. Searle gelingt es, Connor in letzter Sekunde in den Sprossen der Leiter vorm Absturz zu bewahren. Polizei, Rettungsdienste und die hiesigen Gießereiarbeiter dringen bei Tagesanbruch dazu. Hoch oben bekommt Griffin Connors Handschuh und errichtet das Kreuz in letzter Minute. Die Sonne geht auf, die Glocken läuten, zu hören in ihrem Heimatdorf. Der Navigator rutscht ab und stürzt zu Tode.
Es stellt sich alles als Traum des mittelalterlichen Griffin heraus, den er in einer Höhle des Dorfes gerade den Helden schildert. Allerdings ward das Dorf doch gerettet.
Es wird frohlockt, gefeiert und getanzt. Jedoch ist eine Pestbeule unter dem Arm des Jungen; sein Bruder Connor hatte die Pest ins Dorf gebracht. Connor verteidigt sich: „Wo sollte ich schon hin…“ Der Junge stirbt. Die Vision vom schwimmenden Sarg hat sich erfüllt.

## Rezeption
- „dunkle und aufregende Fantasy. […] Dabei geht es darum, den Glauben der mittelalterlichen Figuren in unser skeptisches Zeitalter zu tragen“ (Caryn James: The New York Times[8])

- „Fantasievolle Abenteuergeschichte mit aufrichtiger Zivilisationskritik, die die moderne Welt als ein höllisches Inferno zeichnet. Durch die Konfrontation mittelalterlicher Sichtweisen mit der modernen Welt erhält der bildgewaltige Film seinen besonderen Reiz.“ (Lexikon des internationalen Films[9])

- „halluzinatorisch schön […] mit Anmutung eines instinktiven Albtraums“ ( Moria[10])

- „[eine] etwas merkwürdig anmutende Geschichte […] Ohne die im Fantasy Film  leider viel zu oft verwendeten Phrasen und Klischees zu benutzen, verläßt sich Ward auf die Kraft seiner Bildsymbolik und schuf so einen Lichtblick des Genres.“ (Dirk Hauska: Das große Film-Lexikon: alle Top-Filme von A–Z.[5])

- „stellenweise hart an der Grenze zum Lachhaften. […] Erwartet man nicht Panik, Zwietracht, Gewalt? […] Sie sitzen ruhig am Lagerfeuer, wie wenn der Besuch eines unliebsamen Bekannten bevorstehe. […] die Botschaft ist klar: der Künstler muss den symbolischen Tod sterben […] als metaphorisches Sentiment in Ordnung, angesichts einer echten Seuche wie AIDS oder der Pest übermäßig romantisch […] Das Problem ist vielleicht, dass er zu sehr an die reale Macht der Kunst glaubt.“ (Hal Hinson: Washington Post[11])

- „Ward kommt aus einer Familie von neuseeländischen Landwirten in vierter Generation, und das sieht man.“ ( The Bulletin[12])

- „Ambition und Vorstellungsgabe, aber wirkt irgendwie unvollständig.“ ( rec.arts.movies.reviews)

Einzelne Kritiker verglichen mit Tarkowskis Andrej Rubljow, Iwans Kindheit, mit Das siebente Siegel oder mit Carl Dreyer.
- „Der Navigator stellt Pilgerreise zur seligen Ewigkeit dar, gelesen und neu exegiert von einem modernen expressionistischen Künstler, einem mit eigenen Moralvorstellungen, der aber nicht mehr von Bunyans sicherem Glaubensumfeld aus arbeiten kann.[15] […] Eine alternative Lesart […] ist die von Russell Campbell: man könne den Film in die surrealistische Tradition stellen, ‚überhaupt nur die Idee von Minenarbeitern des Mittelalters, die durch Auckland torkeln‘ habe die ‚irre Unmöglichkeit einer zerfließenden Taschenuhr‘. Er zitiert die Autobahnsequenz als Beispiel für die inkongruente (surrealistische) Gegenüberstellung […] als Akzeptanz der surrealen Logik. […] Diese ‚alternative Sicht‘ versteht Neuseelands Haltung zur Nuklearfrage nicht aus der ‚rationalen Widerlegung der Logik der nuklearen Abschreckung‘ erwachsend, als vielmehr ‚eine Abscheu aus dem Bauch heraus, weil ein nukleares Kriegsschiff abstoßend ist.‘“ (Lynette Read: Vincent Ward: The Emergence of an Aesthetic[16])

Wie so oft im filmischen Mittelalter ist die Vergangenheit hier Signifikant, nicht Signifikat, d. h. sie ist nicht gemeint, stellt Arthur Lindley in Anlehnung an Eco kritisch fest.

## Hintergründe
Eine Inspiration für den Film kam dem Regisseur, als er in Deutschland einmal per Anhalter fuhr und selbst auf einer deutschen Autobahn (ohne Geschwindigkeitsbegrenzung) zu Fuß strandete.
Ward und Produzent Maynard zogen für die Produktion nach Australien um.
Ward recherchierte unter anderem anhand des De Re Metallica aus dem 16. Jh, und richtete sich bei der Farbverteilung bemerkenswerterweise der Gegenwartssequenzen an dem Très Riches Heures aus.
Holzhäuser oder einen Sarg auf dem Wasser hätte es dort im 14. Jahrhundert vermutlich nicht gegeben. Read hält fest, dass der visionäre Ward häufiger ausführlich recherchiert und die Ergebnisse dann verwirft, weil ihm die Bilder letztlich wichtiger sind (Ward kommt aus der Malerei).
Die New Zealand Film Commission unterstützte den Film mit mehr als einer Million Dollar, mehr als jeden anderen neuseeländischen Film bis dahin. Später kam die Australian Film Commission dazu. Der Film kostete letztlich 4,3 Millionen Dollar, dies liegt in der Größenordnung von Mad Max II.
Die Cumbria-Szenen wurden am Lake Harris aufgenommen. Gedreht wurde weiterhin in Auckland, am Mount Ruapehu im Tongariro National Park, in den Southern Alps, Neuseeland und in den Waitomo Caves, Waitomo, Waikato, Neuseeland.
Die Dreharbeiten nahmen etwa zehn Wochen in Anspruch, die Produktion insgesamt und die Recherche über sieben Drehbuchentwürfe hinweg aber vier Jahre. Kameramann Geoffrey Simpson bekundete, dass nichts, was es bislang im Kino zu sehen gegeben hatte, dem „auch nur nahe käme“, was sie hier gemacht hätten.
Die Weltpremiere war am 16. September 1988 auf dem Toronto Film Festival. Der Film hatte seine Erstaufführung in der Bundesrepublik Deutschland am 13. April 1989, am 18. Oktober 1989 lief er auf Video an.
Zum Lauf der Weltgeschichte merkte Vincent Ward an: „Manche Historiker vergleichen das 14. Jahrhundert mit dem 20. Beides sind katastrophale Epochen. Das 14. Jahrhundert hatte Seuchen, Krieg und Holocaust, dieses Jahrhundert hatte großformatige Kriege und zeigte Potential für weiteren Holocaust.“ und zum europäischen Kulturerbe: „wir Pākehās haben soviel Recht auf Mittelalter wie die Engländer oder die Franzosen.“
Produzent Maynard zufolge geht es einfach um „die Kraft des Geschichtenerzählens.“
An anderer Stelle bekundete Ward: „Es ist eine Geschichte von Menschen, die ihre Vorfahren treffen, die ihre Vorgänger treffen. Sie ist naiv, braucht Suspension of Disbelief, sie ist sehr kindhaft. Ich wollte eine Spur Wunder.“ und der Film beschäftige sich mit „dem Grundbedürfnis nach Andauer des Glaubens in etwas, irgendetwas, egal was.“

## Auszeichnungen
Cannes Film Festival 1988
- Nominierung Goldene Palme. Der Preis ging an Pelle, der Eroberer von Bille August.

Fantafestival 1988
- Best Film für Vincent Ward

Fantasporto 1989
- Audience Jury Award für Vincent Ward
- International Fantasy Film Award in der Kategorie Best Cinematography für Geoffrey Simpson

Sitges – Catalonian International Film Festival 1988
- Best Film für Vincent Ward

Australian Film Institute 1988
- AFI Award in der Kategorie Best Film für John Maynard
- AFI Award in der Kategorie Best Director für Vincent Ward
- AFI Award in der Kategorie Best Achievement in Cinematography für Geoffrey Simpson
- AFI Award in der Kategorie Best Achievement in Editing für John Scott
- AFI Award in der Kategorie Best Achievement in Costume Design für Glenys Jackson
- AFI Award in der Kategorie Best Achievement in Production Design für Sally Campbell

New Zealand Film and TV Awards 1989
- 11 Auszeichnungen, einschließlich bester Film, beste Regie und bester Hauptdarsteller (Hamish McFarlane)